# Fotosynteza CAM

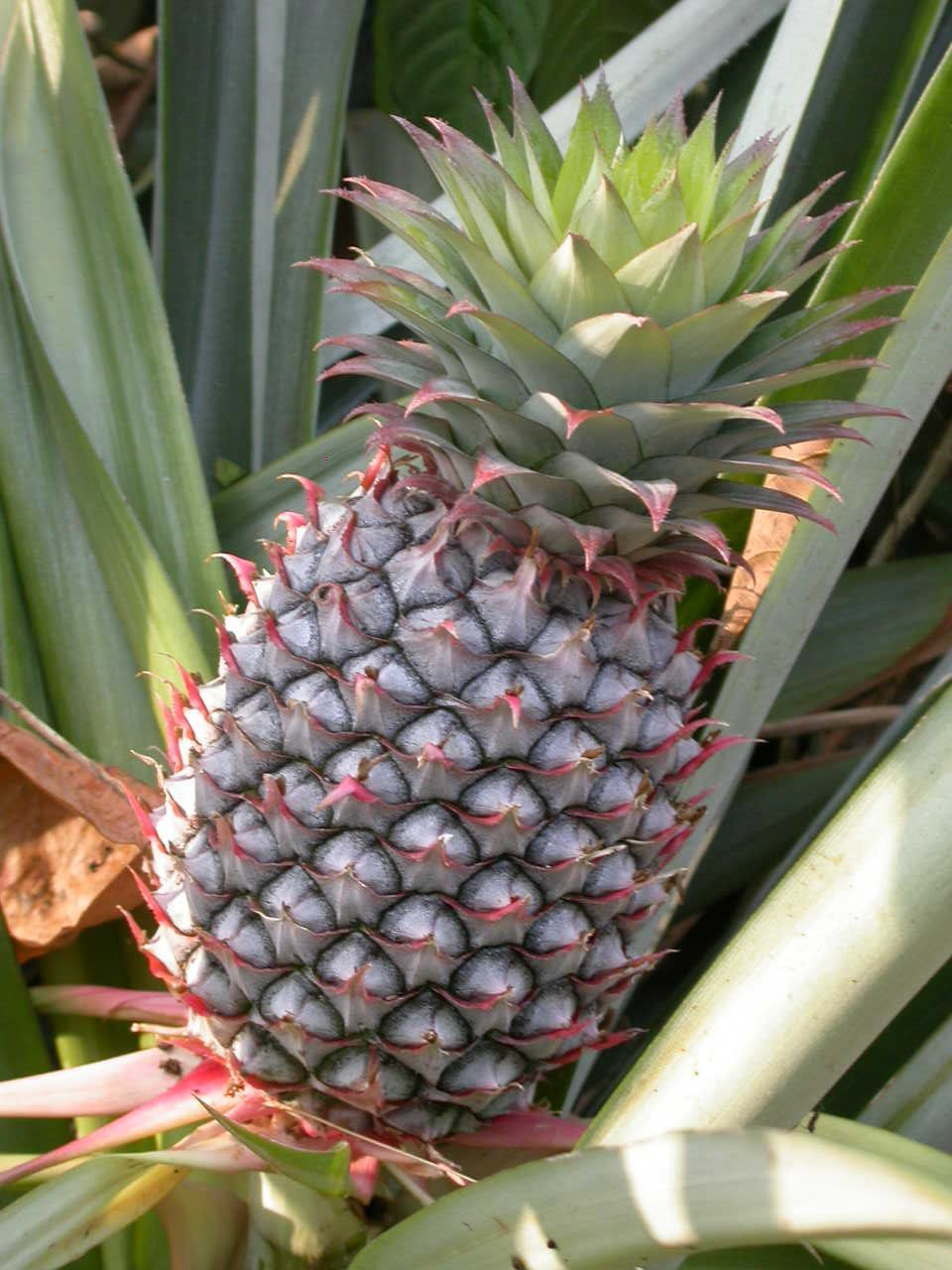
Rośliny przeprowadzające fotosyntezę CAM są wyjątkowo odporne na suszę. Jedną z nich jest ananas

Fotosynteza CAM – szczególny typ fotosyntezy zachodzącej u organizmów określanych jako rośliny CAM (ang. crassulacean acid metabolism). Do grupy tej należą rośliny, które ze względu na klimat muszą prowadzić szczególnie oszczędną gospodarkę wodną, m.in. gruboszowate.
Metabolizm CAM występuje w przybliżeniu u 6% gatunków roślin wyższych. Jest postrzegany jako mało znaczący szlak metaboliczny fotosyntezy, ograniczony do nielicznych roślin rosnących na pustyniach. Chociaż gatunki CAM mają stosunkowo małe znaczenie ekonomiczne (np. wanilia, ananas i agawa) w przeciwieństwie do produkcji roślin typu C3 i C4, to ich sposób na fotosyntezę jest wyjątkowo ciekawy. Dość powszechnie przyjęło się, że wszystkie rośliny CAM pobierają atmosferyczny CO2 wyłącznie w nocy, a ich aparaty szparkowe pozostają zamknięte w okresie dnia. Chociaż jest to prawdą tylko dla mniejszości roślin CAM, elastyczność szlaku metabolicznego, w połączeniu z różnorodnością gatunków CAM, sięga od braku pobierania CO2 w okresie dnia aż po pobieranie CO2 przez całą dobę.
Fotosynteza CAM charakteryzuje się dwoma etapami wiązania CO2:
NocW nocy do fosfoenolopirogronianu (PEP) przyłączany jest CO2. W reakcji tej powstaje szczawiooctan, który następnie redukowany jest do jabłczanu i w tej postaci CO2 niezbędny do przeprowadzania fotosyntezy transportowany jest do wakuoli i magazynowany.
DzieńW dzień jabłczan z wakuoli transportowany jest do cytozolu, gdzie zachodzi reakcja dekarboksylacji przeprowadzana przez enzym jabłczanowy. Wydzielony CO2 pokrywa zapotrzebowanie cyklu Calvina-Bensona w okresie kiedy intensywnie zachodzi faza jasna fotosyntezy, a pobieranie CO2 jest ograniczone w wyniku zamknięcia aparatów szparkowych.

## Przebieg fotosyntezy CAM
W przebiegu fotosyntezy CAM można w okresie doby wyróżnić cztery fazy:
Faza I

Ogólny schemat fotosyntezy u roślin CAM.

Noc, w okresie której aparaty szparkowe pozostają otwarte. CO2 atmosferyczny wnika do komórek, gdzie jest wiązany poprzez przyłączenie do fosfoenolopirogronianu (PEP) przez enzym karboksylazę fosfoenolopirogronianu (PEPC). Fosfoenolopirogronian potrzebny do związania CO2 wytwarzany jest w procesie glikolizy z cukrów zapasowych i cukrów rozpuszczalnych powstałych w dniu poprzednim. Powstały po przyłączeniu cząsteczki dwutlenku węgla szczawiooctan (OAA) redukowany jest do jabłczanu, transportowanego do wakuoli. Transport jabłczanu przez błonę wakuoli związany jest z dzianiem ATPazy przenoszącej do wnętrza wakuoli jony H+. Jony jabłczanowe podążają przez odpowiednie kanały zgodnie z gradientem elektrochemicznym. Jabłczan pozostaje w wakuoli aż do wschodu słońca.
Faza II
Krótki okres początku dnia, kiedy aparaty szparkowe pozostają otwarte na CO2. Cykl Calvina zachodzi z niewielkim natężeniem. Na świetle enzym RuBisCO ulega aktywacji, a karboksylaza PEP jest dezaktywowana poprzez defosforylację. Jabłczan przestaje być wytwarzany, a zwiększa się szybkość reakcji cyklu Calvina.
Faza III
Większą część dnia aparaty szparkowe pozostają zamknięte w celu ograniczenia utraty wody. Cykl Calvina zachodzi dzięki wydzielaniu CO2 w procesie dekarboksylacji jabłczanu uwalnianego z wakuoli. Proces dekarboksylacji jabłczanu może być przeprowadzany przez jeden lub kilka enzymów dekarboksylujących: enzym jabłczanowy zależny od NADP (NADP-ME), enzym jabłczanowy zależny od NAD (NAD-ME) lub karboksykinazę PEP (PEP-CK). Podczas dekarboksylacji wytwarzany jest CO2 oraz PEP lub pirogronian. CO2 wykorzystywany jest do wytwarzania węglowodanów, a związki trójwęglowe przekształcane są powtórnie w cukry w procesie glukoneogenezy.
Faza IV
Krótki okres końca dnia kiedy aparaty szparkowe otwierają się i powtórnie CO2 jest bezpośrednio włączany w cykl Calvina. W tym okresie jabłczan z wakuoli jest już wyczerpany.
Faza II i IV są szczególnie wrażliwe na czynniki środowiskowe, takie jak dostępność wody. W okresie suszy, obie fazy są wstrzymane, gdyż rośliny CAM maksymalnie oszczędzają wtedy wodę.
W przypadku poważnego ograniczenia ilości wody aparaty szparkowe roślin CAM pozostają zamknięte zarówno w dzień, jak i w nocy a faza ciemna fotosyntezy zachodzi jedynie dzięki wewnętrznemu obiegowi CO2 wytwarzanego w procesie oddychania. Także w nocy przy zamkniętych aparatach szparkowych CO2 pochodzący z oddychania jest przyłączany do PEP i wytwarzane niewielkie ilości jabłczanu.

## Modyfikacje
Część roślin CAM pobiera CO2 przy otwartych aparatach szparkowych w okresie dnia. W nocy aparaty szparkowe pozostają zamknięte, a w komórkach roślin magazynowany jest, w postaci kwasu jabłkowego, CO2 wytwarzany w procesie oddychania komórkowego. Ten rodzaj modyfikacji nazwany został cyklicznym CAM (ang. CAM-cycling). Druga modyfikacja, nazywana jałowym CAM (ang. CAM-iding), pojawia się w warunkach skrajnej suszy. Aparaty szparkowe pozostają zamknięte zarówno w dzień, jak i w nocy a CO2 zużywany w fotosyntezie pochodzi jedynie z wnętrza rośliny.

## Regulacja fotosyntezy CAM

Schemat wiązania CO_{2} oraz zmiany stężenia jabłczanu u rośliny o fotosyntezie CAM w cyklu dobowym

Rozdzielenie w czasie działania dwóch karboksylaz, karboksylazy PEP i Rubisco wymaga ścisłej kontroli na poziomie molekularnym. Modyfikacje metabolizmu kwasowego oraz plastyczna odpowiedź na warunki środowiska dodatkowo komplikują mechanizmy regulacyjne. Karboksylaza PEP jest aktywowana poprzez przyłączenie reszty fosforanowej do seryny. W reakcji tej pośredniczy kinaza karboksylazy PEP. Wytwarzanie tego enzymu kontrolowane jest przez rytm dobowy i jest on syntetyzowany każdej nocy. W okresie dnia karboksylaza PEP ulega defosforylacji. Czynnikiem wywołującym dezaktywację enzymu jest wyższa temperatura oraz zmiana stężenia jabłczanu.
Drugi kluczowy dla fotosyntezy enzym – Rubisco, aktywowany jest w okresie dnia. Jednak aktywacja następuje z opóźnieniem, a maksymalną aktywność enzym uzyskuje dopiero na początku fazy IV. Za aktywację Rubisco odpowiedzialna jest aktywaza, która reaguje na zmiany powodowane przez światło takie jak zmiana stosunku ADP/ATP oraz potencjału redoks w chloroplastach.

## Fotosynteza CAM a fotooddychanie
Proces fotooddychania u roślin CAM jest zależny od fazy. W fazie II gdy aparaty szparkowe są otwarte, a Rubisco aktywne zachodzi podobnie jak u roślin C3. Na początku fazy III gdy aparaty szparkowe są już zamknięte i w komórce wytwarzane są znaczne ilości CO2 w wyniku dekarboksylacji jabłczanu zostaje zahamowany. Jednak wraz z zachodzeniem fotosyntezy poziom CO2 spada w wyniku zachodzenia cyklu Calvina, a wzrasta stężenie O2 wytwarzanego w fazie jasnej. Przy zatkniętych aparatach szparkowych oddychanie komórkowe nie prowadzi do zużycia całego wytwarzanego tlenu, dlatego kumuluje się on komórkach liścia, co prowadzi do wzrostu natężenia reakcji utleniania RuBP. W wyniku zachodzenia cyklu C2 jest odzyskiwane 75% węgla zgromadzonego w glikolanie, pozostałe 25% jest uwalniane w postaci CO2 przez kompleks mitochondrialnej dekarboksylazy glicyny.
Zamknięte aparaty szparkowe chronią roślinę przed utratą wody, jednak powodują również wzrost stężenia tlenu co może prowadzić do powstawania wolnych rodników i uszkadzania DNA, białek i lipidów.
Zachodzenie fotooddychania pomaga uniknąć części konsekwencji akumulacji tlenu. W reakcjach cyklu zużywany jest tlen ze stromy chloroplastów oraz peroksysomów. Wyprodukowanie jednego mola CO2 w cyklu fotooddechowym wiąże się ze zużyciem jednego mola O2, przez oksygenazę RuBP i dwóch moli przez zestaw oksydazy glikolanowej i katalazy w peroksysomach.
2 RuBP + 3O2 + H2O + ATP → 3 3-fosfoglicerynian + CO2 + 2Pi + ADP
Jest to korzystniejsza proporcja niż przy oddychaniu komórkowym w którym na każdy wytwarzanego mol CO2 zużywany jest mol O2.
C6H12O6 + 6 O2 → 6 CO2 + 6 H2O
W ten sposób fotooddychanie zachodzące intensywnie w fazie III umożliwia nie tylko odzyskanie węgla zawartego w glikolanie, ale również zmniejszenie stężenia tlenu w komórce, co chroni ją przed stresem oksydacyjnym.

## Znaczenia fotosyntezy CAM
Główną korzyścią z przeprowadzania asymilacji przy otwartych aparatach szparkowych CO2 w nocy i ich zamknięcie w okresie dnia jest oszczędność wody. W efekcie zużycie wody u roślin CAM wynosi 18–100 ml g−1 suchej masy przy 450–950 ml g−1 suchej masy u roślin C3, a więc zapotrzebowanie roślin CAM to jedynie 5 do 10% w stosunku do roślin C3. Fotosynteza CAM może przebiegać nawet w warunkach skrajnej suszy. Przy długotrwałej suszy szparki pozostają zamknięte nawet w nocy, co pozwala odzyskiwać jedynie CO2 wytwarzany w oddychaniu komórkowym i przeprowadzać fotosyntezę bez przyrostu biomasy. Przetrwanie ekstremalnej suszy bez uszkodzenia aparatu fotosyntetycznego umożliwia szybki wzrost w czasie, gdy woda stanie się dostępna. Dodatkową korzyścią z metabolizmu kwasowego jest zwiększenie ciśnienia osmotycznego w komórkach, które gromadzą jabłczan, co zwiększa ilość wchłanianej z otoczenia wody, szczególnie z rosy powstającej nad ranem.
Rośliny CAM wykazują większe zapotrzebowanie na energię świetlną niż rośliny C3. Asymilacja jednego mola CO2 u roślin C3 wymaga 3 moli ATP i 2 NADPH (nie uwzględniając fotooddychania), u roślin CAM konieczne jest zużycie 4,8 do 5,9 moli ATP i 3,2 do 3,9 NADPH. Jednak ze względu na występowanie roślin CAM w ekosystemach o wysokim natężeniu światła zwiększone zapotrzebowanie na energię ma znikomy wpływ na wzrost roślin. Natężenie światła wysycające proces fotosyntezy jest nieznacznie wyższe u roślin CAM w stosunku do C3, dlatego światło zwykle nie jest czynnikiem ograniczającym dla roślin CAM. Jednakże w lasach tropikalnych, gdzie może występować zacienienie obserwowano spowolnienie wzrostu u Bromelia humilis.

## Rośliny C3-CAM
Rośliny fakultatywnie przeprowadzające fotosyntezę CAM

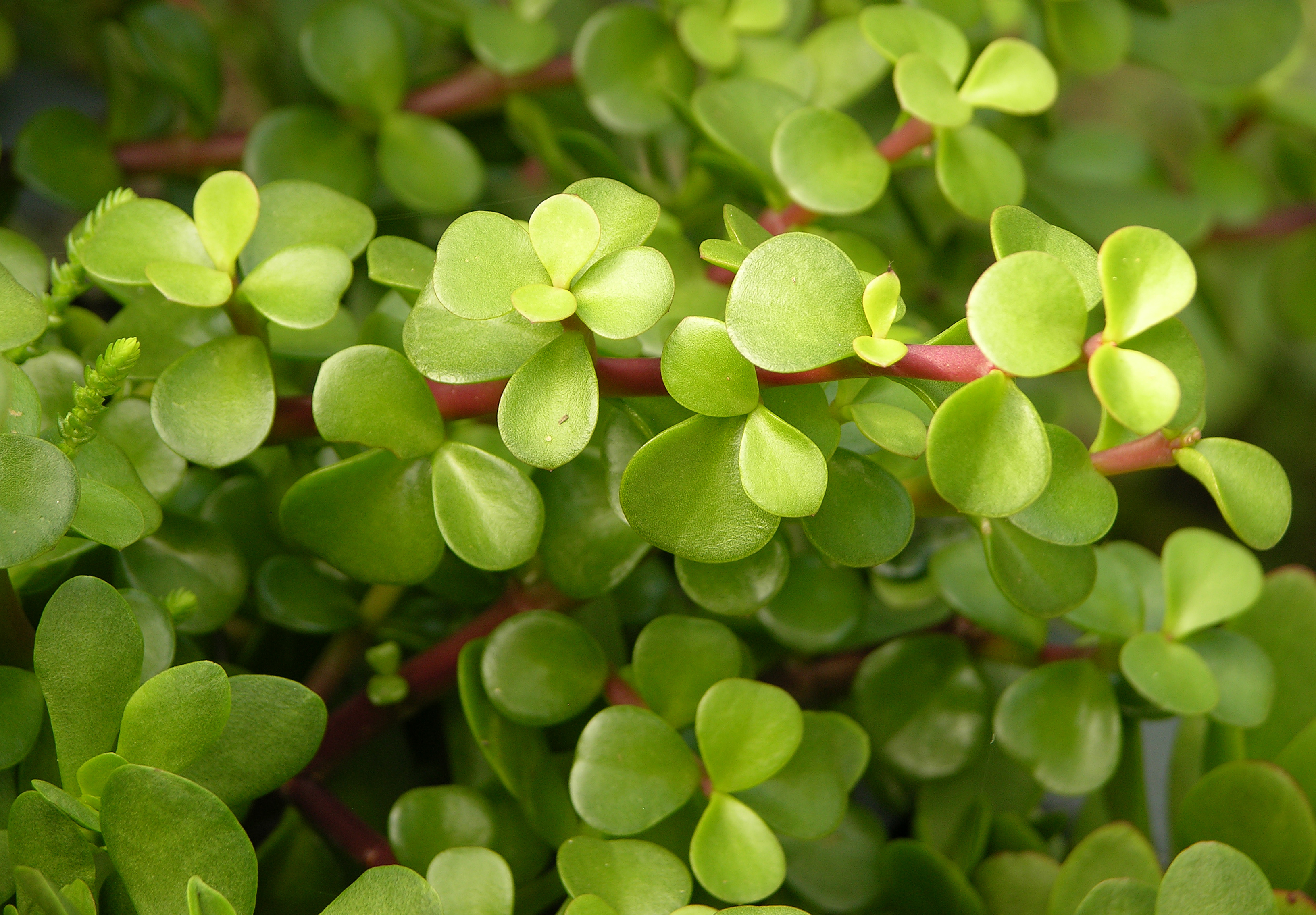
Portulacaria afra
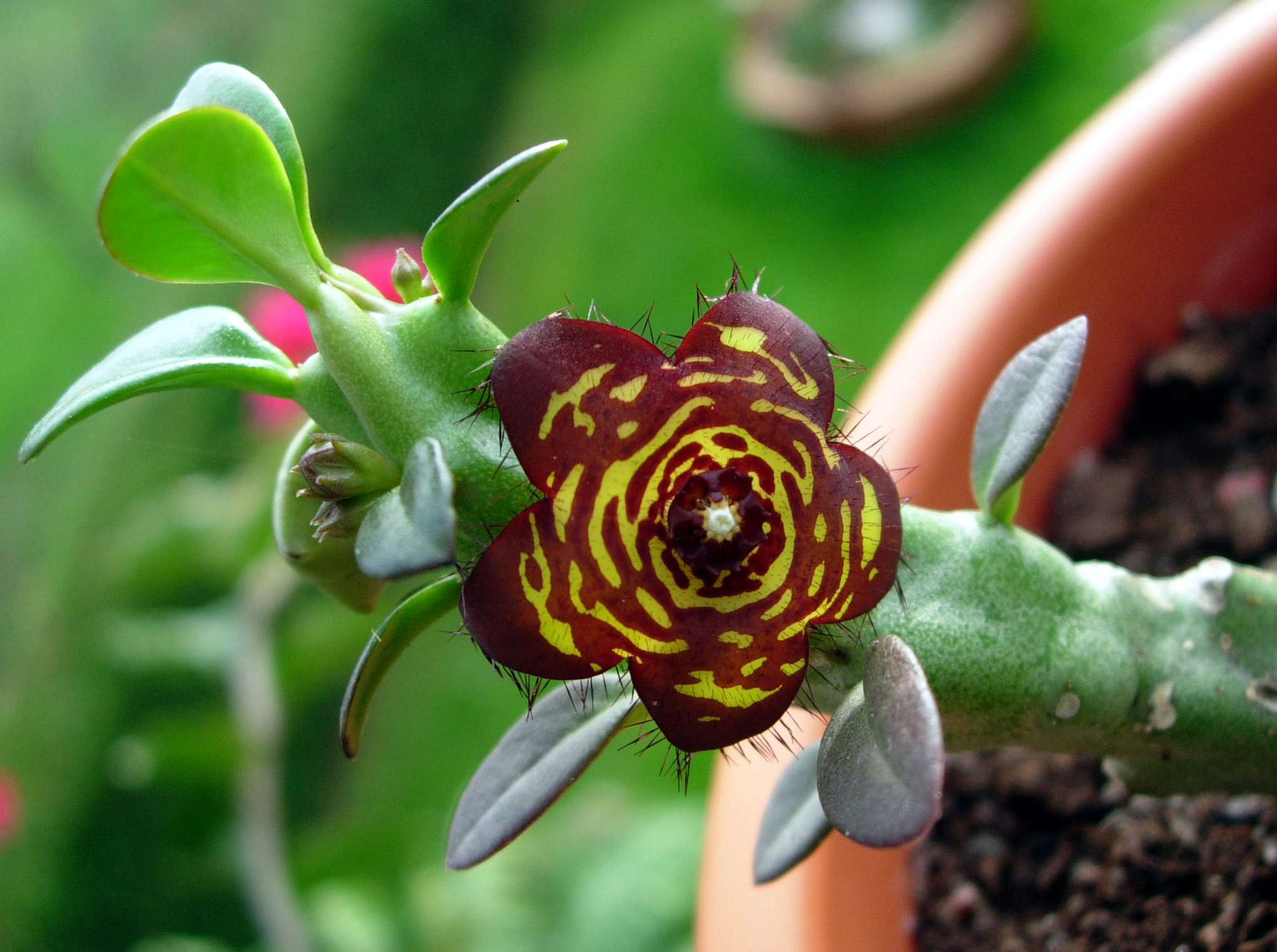
Frerea indica
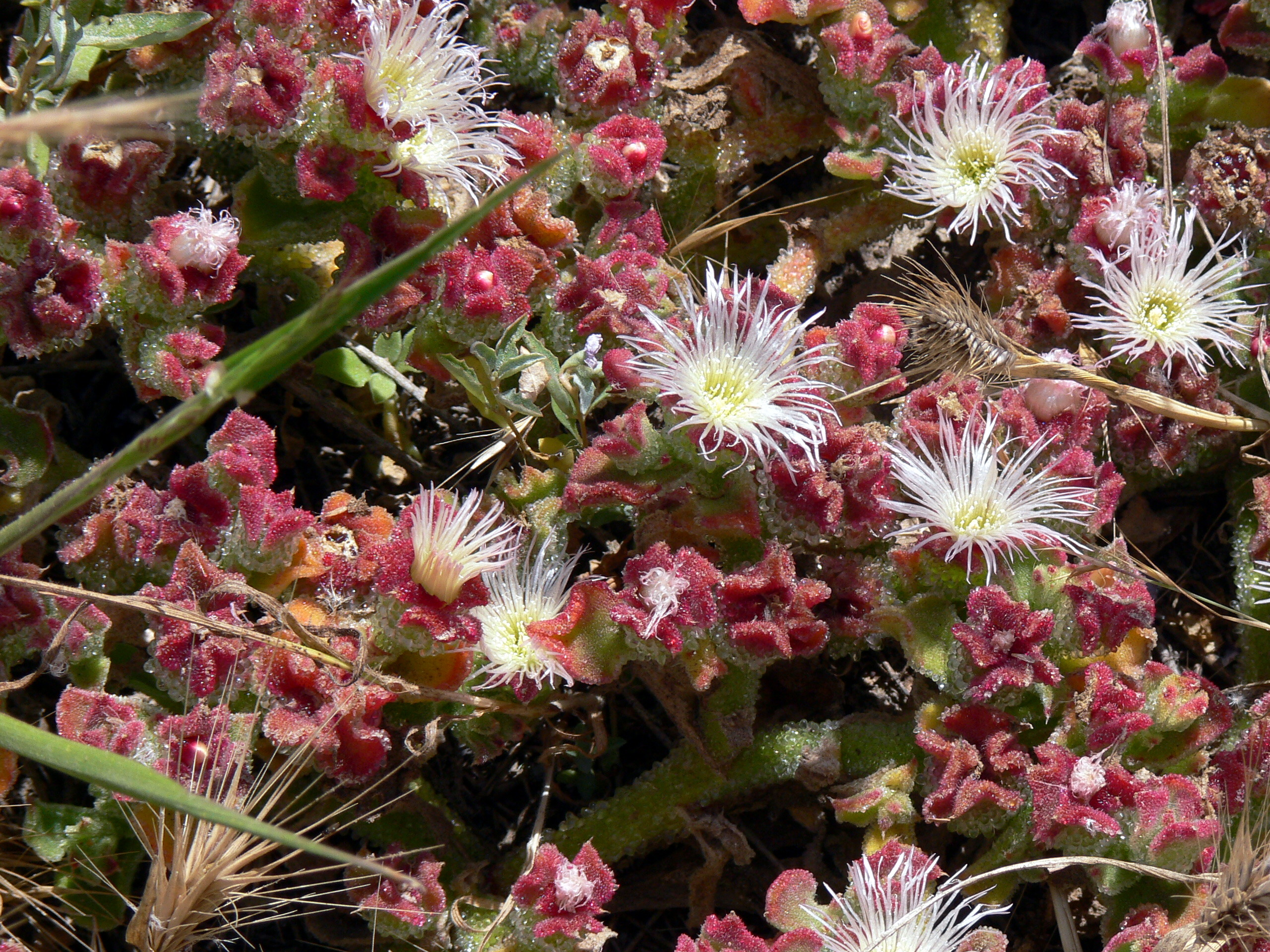
Mesembryanthemum crystallinum
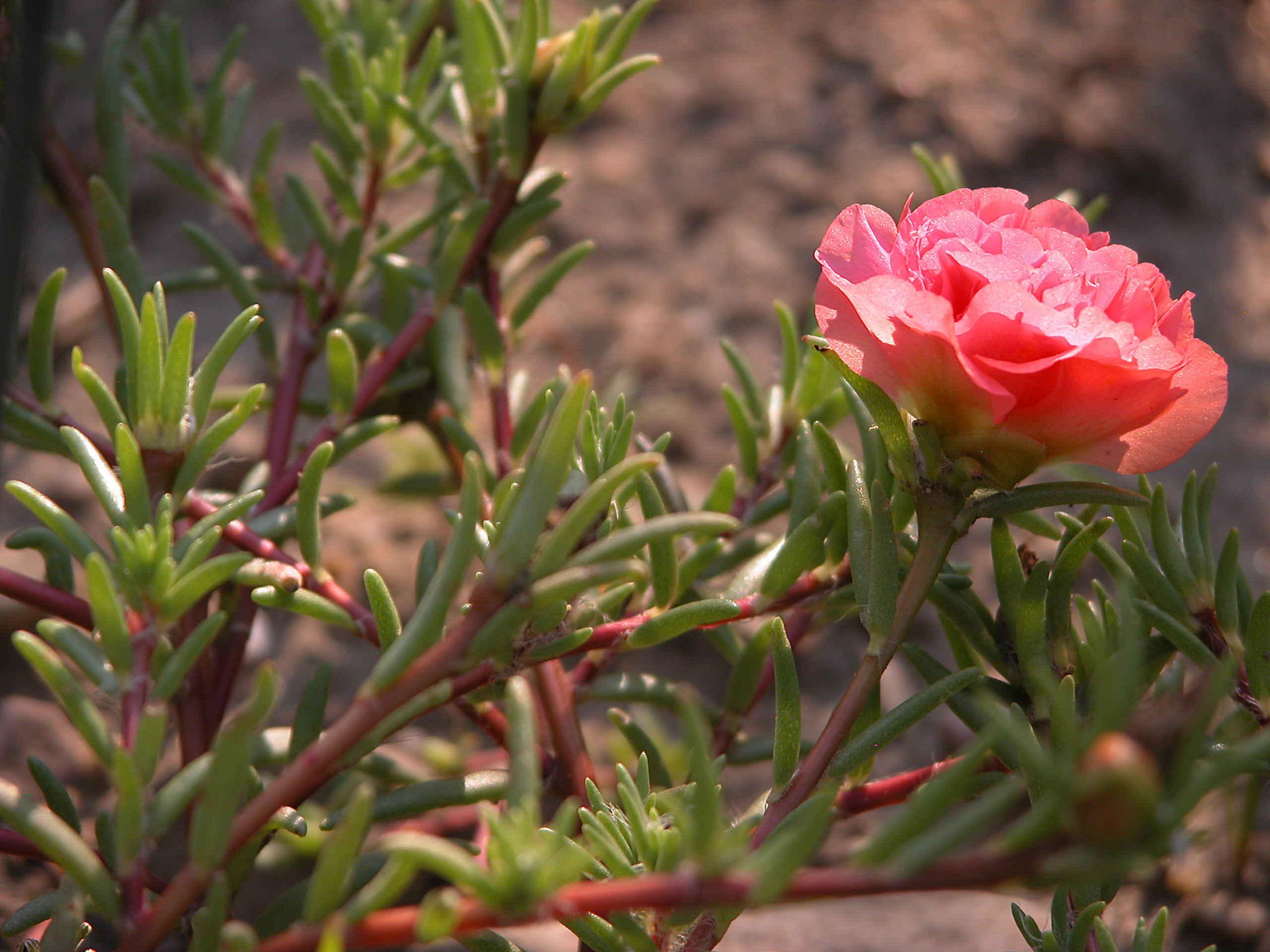
Portulaca grandiflora

Rośliny takie jak Portulacaria afra lub Mesembryanthemum crystallinum przeprowadzają fotosyntezę C3 w okresie, gdy woda jest dostępna. W okresie suszy przechodzą na klasyczny metabolizm CAM. Rośliny takie określa się jako indukowane CAM. Czynnikiem indukującym przejście na metabolizm kwasowy może być zmiana temperatury, wysokie natężenie światła albo niedobór wody. U roślin rocznych takich jak Mesembryanthemum crystallinum przejście na fotosyntezę CAM jest nieodwracalne. U drzewa Clusia minor możliwy jest powrót do metabolizmu C3. Możliwy jest również metabolizm pośredni np. Sedum telephium gromadzą kwas jabłkowy w szerokim zakresie natężenia światła i nawodnienia, jednak procesy typowe dla fotosyntezy CAM są wzmacniane w warunkach suszy.

## Ewolucja
Metabolizm CAM powstawał w wyniku ewolucji wielokrotnie jako modyfikacja metabolizmu roślin C3. Przypuszcza się, że fotosynteza CAM pojawiła się po raz pierwszy przed 250–300 milionami lat u paproci wodnych oraz u wczesnych nagonasiennych. Rozwój metabolizmu CAM uznaje się za przystosowanie do niskiego poziomu CO2 w atmosferze, w okresie 350-300 nastąpił spadek z poziomu ponad 2000 ppmv do poziomu zbliżonego do czasów współczesnych.
Zestaw enzymów niezbędny do przeprowadzenia fotosyntezy CAM zawierają komórki roślin C3. Tłumaczy to dlaczego fotosynteza CAM może występować u wielu nie powiązanych rodzin należących do jednoliściennych i dwuliściennych występujących w wielu środowiskach. Metabolizm CAM ułatwia przetrwanie w warunkach niedoboru wody, jednak prawdopodobnie nie powstał jako przystosowanie do suszy. W warunkach niedoboru wody aparaty szparkowe pozostają zamknięte, a dyfuzja CO2 do wnętrza liścia jest ograniczona i właśnie przystosowanie do niskich stężeń CO2 jest prawdopodobną przyczyną powstania mechanizmów CAM. Zdolność do oszczędzania wody została wykorzystana później. Prawdopodobnie początkiem metabolizmu CAM było wiązanie CO2 wytwarzanego w procesie oddychania komórkowego w nocy. Mechanizm ten istnieje obecnie między innymi u sukulentów. Kolejnym krokiem w ewolucji fotosyntezy CAM było wykształcenie odpowiednich przenośników w błonie wakuoli. Gromadzenie kwasów C4 w wakuoli pozwala zapobiec niekorzystnemu obniżeniu pH w cytozolu.
Dalszy rozwój roślin CAM mógł być faworyzowany w warunkach stresu typu susza, zasolenie lub niskie stężenie CO2.

## Historia badań fotosyntezy CAM
Angielski lekarz Benjamin Heyne w liście do Królewskiego Towarzystwa Linneuszowego w roku 1813 opisał roślinę, Cotyledon calycina, która rano jest kwaśna jak szczaw, a wraz z upływem dnia staje się coraz mniej kwaśna. W roku 1946 Meirion Thomas zaobserwował jednoczesne pobieranie CO2 i O2 przez liście rośliny gruboszowatych w ciemności. Doświadczenie było potwierdzeniem spostrzeżeń de Saussure z 1804. W swoich pracach Thomas jako pierwszy zastosował termin „crassulacean acid metabolism”

## Gospodarcze znaczenie roślin CAM

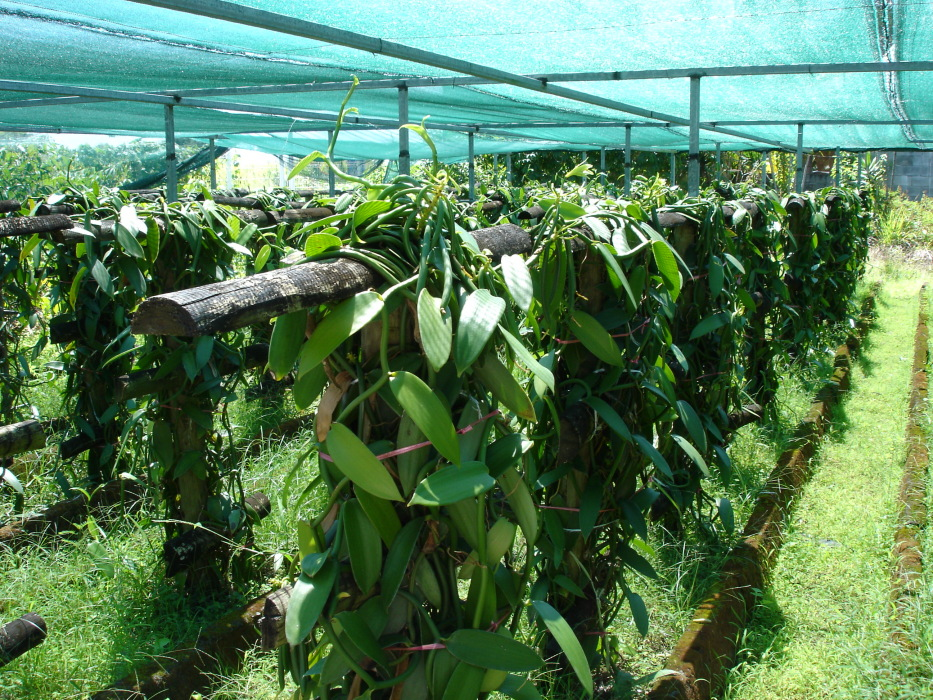
Uprawy wanilii

Rolnicze wykorzystanie roślin CAM jest stosunkowo niewielkie. Jednak są one uprawiane w miejscach gdzie wysoka ewapotranspiracja i niewielkie ilości opadów uniemożliwiają uprawę innych roślin. Do roślin CAM o dużym znaczeniu gospodarczym należą: ananas (Ananas comosus), opuncja figowa (Opuntia ficus-indica), agawa sizalowa (Agave sisalana) i agawa błękitna (Agave tequilana).
Głównym miejscem uprawy ananasów są kraje strefy międzyzwrotnikowej oraz RPA i Australia. Każdego roku uprawy ananasów dostarczają około 86 ton owoców z ha. W roku 2003 całkowita wartość ananasów w obrocie międzynarodowym wyniosła 1,9 miliardów dolarów.
Opuncja uprawiana jest od początku XX wieku. Współcześnie stanowi źródło żywności dla ludzi i zwierząt w wielu częściach świata, a produktywność upraw szacowana jest na 47-50 ton z hektara.
Agawy są uprawiane na całym świecie, głównie w celu uzyskania włókien albo do wytwarzania alkoholu. Z agawy sizalowej uzyskuje się z niej włókna sizalowe. Szczyt produkcji włókien sizalowych przypada na lata sześćdziesiąte XX wieku. W kolejnych latach produkcja była ograniczana, głównie ze względu na wzrostu produkcji syntetycznych włókien polipropylenowych. W roku 2006 produkcja włókien sizalowych wyniosła 246 000 ton. Drugi gatunek o znaczeniu gospodarczy, agawa błękitna, służy do wyrobu syropu cukrowego, z którego po poddaniu fermentacji i destylacji otrzymuje się alkohol o nazwie tequila. Każdego roku z upraw agawy błękitnej uzyskuje się około 50 ton suchej masy. Inne gatunki agawy służą do wyrobu tradycyjnej wódki meksykańskiej, mezcalu.
Wysoka zawartość cukru w agawie błękitnej umożliwia również produkcję bioetanolu. Potencjalnym miejscem produkcji alkoholu rolniczego z agawy jest Meksyk oraz tereny Karru w Republice Południowej Afryki. Wykorzystanie innych roślin do produkcji biopaliw, w klimacie panującym w tych krajach, jest niemożliwe. Rocznie z agawy błękitnej produkuje się 4000 litrów z hektara upraw, a produktywność może sięgać do 34 000 litrów etanolu z hektara.

## Rośliny CAM
Większość roślin reprezentujących metabolizm CAM to epifity (np. storczykowate, bromeliowate) lub sukulenty (kserofity) (np. kaktusy, kaktoidalne Euphorbia), jednak metabolizm CAM występuje także u hemiepifitów (np. Clusia), litofitów (np. Sedum, Sempervivum), lądowych bromeliowatych, hydrofitów, np. Isoetes, Crassula (Tillaea) oraz halofitów (Mesembryanthemum crystallinum), nienależąca do sukulentów lądowa roślina (Dodonaea viscosa) i rosnąca w lasach namorzynowych (Sesuvium portulacastrum). Portulacaria afra jest jedyną rośliną, która wykazywać zarówno fotosyntezę CAM, jak i fotosyntezę C4.
Metabolizm CAM powstał w wyniku ewolucji wielokrotnie. Został potwierdzony u około 16 000 gatunków (około 6% roślin wyższych), należących do 343 rodzajów i 35 rodzin. Fotosyntezę CAM stwierdzono u poryblinowców (należących do widłaków), paproci i u nagonasiennych, jednak zdecydowana większość roślin CAM to okrytonasienne.
Poniższa tabela przedstawia występowanie roślin CAM według taksonów:
| Typ            | Klasa/                 | Rząd           | Rodzina          | Typ ekologiczny                | Rośliny |
| -------------- | ---------------------- | -------------- | ---------------- | ------------------------------ | --- |
| Lycopodiophyta | Isoetopsida            | Isoetales      | Isoetaceae       | hydrofity                      | Isoetes (jedyny rodzaj klasy Isoetopsida) – I. howellii (sezonowo zatapiany), I. macrospora, I. bolanderi, I. engelmanni, I. lacustris, I. sinensis, I. storkii, I. kirkii |
| Pteridophyta   | Polypodiopsida         | Polypodiales   | Polypodiaceae    | epifity, litofity              | Metabolizm CAM został wykryty u Microsorium, Platycerium i Polypodium, Pyrrosia i Drymoglossum i Microgramma                                                               |
|                | Pteridopsida           | Pteridales     | Vittariaceae     | epifity                        | Vittaria, Anetium citrifolium |
| Cycadophyta    | Cycadopsida            | Cycadales      | Zamiaceae        |                                | Dioon edule |
| Pinophyta      | Gnetopsida             | Welwitschiales | Welwitschiaceae  | kserofity                      | Welwitschia mirabilis (jedyny gatunek rzędu Welwitschiales) |
| Magnoliophyta  | magnoliopsida          | Magnoliales    | Piperaceae       | epifity                        | Peperomia |
|                | dwuliścienne           | Caryophyllales | Plantaginaceae   | hydrofity                      | Littorella uniflora |
|                |                        |                | Aizoaceae        | kserofity                      | Często w rodzinie; Mesembryanthemum crystallinum jest rzadkim przykładem halofitu o fotosyntezie CAM                                                                       |
|                |                        |                | Cactaceae        | kserofity                      | Wszystkie kaktusy wykazują fotosyntezę CAM w łodygach; nieliczne kaktusy z liśćmi wykazują w nich fotosyntezę C3; także siewki przeprowadzają fotosyntezę C3.              |
|                |                        |                | Portulacaceae    | kserofity                      | Fotosyntezę CAM wykazano w około połowie rodzajów |
|                |                        |                | Didiereaceae     | kserofity                      | |
|                |                        | Saxifragales   | Crassulaceae     | hydrofity, kserofity, litofity | Fotosynteza CAM jest powszechna w rodzinie |
|                | dwuliścienne (różowe)  | Vitales        | Vitaceae         |                                | Cissus, Cyphostemma |
|                |                        | Malpighiales   | Clusiaceae       | hemiepifity                    | Clusia |
|                |                        |                | Euphorbiaceae    |                                | Fotosynteza CAM została wykryta u części gatunków Euphorbia oraz części rodzajów wodnych Monadenium, Pedilanthus i Synadenium.                                             |
|                |                        |                | Passifloraceae   | kserofity                      | |
|                |                        | Geraniales     | Geraniaceae      |                                | Fotosynteza CAM została wykryta w części gatunków zaliczanych do sukulentów Pelargonium                                                                                    |
|                |                        | Cucurbitales   | Cucurbitaceae    |                                | Xerosicyos danguyi |
|                |                        | Celastrales    | Celastraceae     |                                | |
|                |                        | Oxalidales     | Oxalidaceae      |                                | |
|                |                        | Brassicales    | Moringaceae      |                                | |
|                |                        | Sapindales     | Sapindaceae      |                                | Dodonaea viscosa |
|                |                        |                | Zygophyllaceae   |                                | |
|                | dwuliścienne (astrowe) | Ericales       | Ebenaceae        |                                | |
|                |                        | Solanales      | Convolvulaceae   |                                | |
|                |                        | Gentianales    | Rubiaceae        | epifity                        | Hydnophytum i Myrmecodia |
|                |                        |                | Apocynaceae      |                                | Fotosynteza CAM została wykryta w podrodzinie Asclepidioideae (Hoya, Dischidia, Ceropegia, Stapelia, Caralluma negevensis, Frerea indica, Adenium, Huernia)                |
|                |                        | Lamiales       | Gesneriaceae     | epifity                        | Fotosynteza CAM została wykryta u Codonanthe crassifolia, jednak nie występuje u pozostałych rodzajów                                                                      |
|                |                        |                | Lamiaceae        |                                | |
|                |                        | Apiales        | Apiaceae         | hydrofity                      | Lilaeopsis lacustris |
|                |                        | Asterales      | Asteraceae       |                                | Część gatunków Senecio |
| Magnoliophyta  | jednoliścienne         | Alismatales    | Hydrocharitaceae | hydrofity                      | Hydrilla, Vallisneria |
|                |                        |                | Alismataceae     |                                | Sagittaria |
|                |                        |                | Araceae          |                                | Zamioculcas zamiifolia jest jedyną roślina CAM u Araceae, i jedyną lądową rośliną u Alismatales                                                                            |
|                |                        | Poales         | Bromeliaceae     | epifity                        | Bromelioideae (91%), Puya (24%), Dyckia i powiązane rodzaje (wszystkie), Hechtia (wszystkie), Tillandsia (większość)                                                       |
|                |                        |                | Cyperaceae       | hydrofity                      | Scirpus, Eleocharis |
|                |                        | Asparagales    | Orchidaceae      | epifity                        | |
|                |                        |                | Agavaceae        | kserofity                      | Agave, Hesperaloe, Yucca |
|                |                        |                | Asphodelaceae    | kserofity                      | Aloe, Gasteria i Haworthia |
|                |                        |                | Ruscaceae        |                                | Sansevieria |
|                |                        | Commelinales   | Commelinaceae    |                                | Callisia, Tradescantia, Tripogandra |